# Supplice de la goutte d'eau
 (novembre 2015).
Si vous disposez d'ouvrages ou d'articles de référence ou si vous connaissez des sites web de qualité traitant du thème abordé ici, merci de compléter l'article en donnant les références utiles à sa vérifiabilité et en les liant à la section « Notes et références ».
Ne doit pas être confondu avec Torture par l'eau.

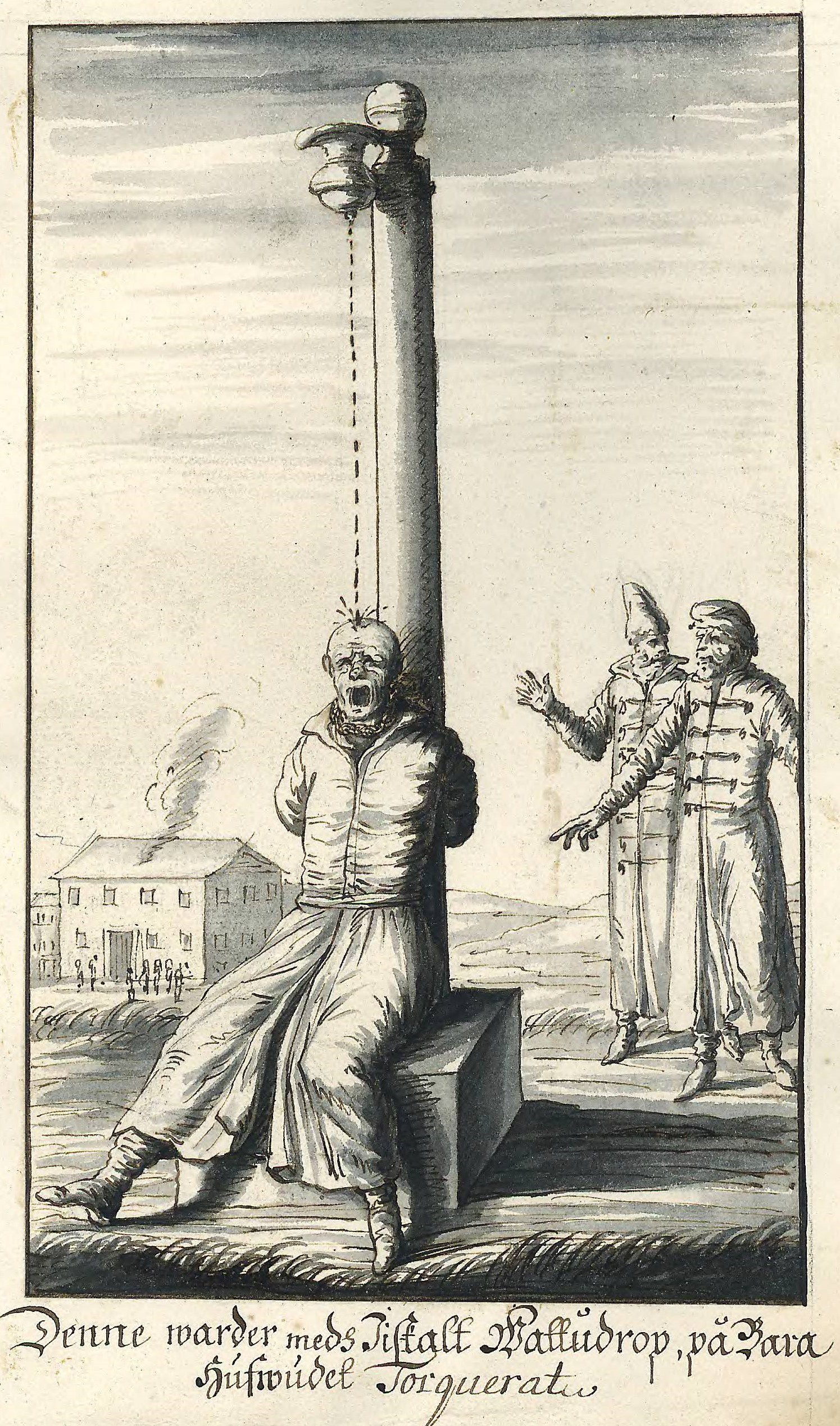
Supplice de la goutte d'eau, 1674.

Le supplice de la goutte d'eau est une méthode de torture consistant à attacher un condamné immobile sur une planche. Dès lors, à intervalle régulier, une goutte d'eau tombe sur son front. Le manque de sommeil et la répétition usent la résistance du sujet. Il en résulte une altération psychologique de la victime, qui finit par devenir folle.
Mis à part des témoignages (cf. ci-dessous), il n'existe pas de preuve historique que cette méthode ait réellement existé, ni qu'elle soit efficace. Des reconstitutions ont été réalisées par les MythBusters pour en valider l'efficacité, ils ont prouvé qu'elle n’est efficace que si le supplicié est sous contrainte. La claustrophobie augmente l'effet du supplice.
Toutefois, certaines références littéraires évoquent cette torture, comme À marche forcée de Slavomir Rawicz, où l'auteur écrit l'avoir subie. Néanmoins, il n'a pas sombré dans la folie.
D'après le musée de la torture médiévale, à San Gimignano, en Italie, la victime du supplice de la goutte d'eau est complètement immobilisée, tête comprise, et une goutte d'eau tombe à intervalles réguliers, toujours au même endroit sur le front ou le haut de la tête ; la mort serait provoquée par l'érosion de la peau[réf. nécessaire].

## Dans la culture populaire
Floki subit ce supplice dans la saison 4 de la série Vikings. 